# Flávio Ferreira
Flávio Ferreira, de nom complet Flávio Nunes Ferreira, est un footballeur portugais, né le 19 octobre 1991 à Nogueira do Cravo, au Portugal. Il évolue au poste de défenseur ou milieu défensif.

## Biographie
Flávio Ferreira est formé à l’Académica de Coimbra. Jeune joueur prometteur, il n’est pourtant jamais sélectionné en équipe nationale. Afin de s’endurcir, il est prêté à Tourizense, club de troisième division portugaise. Il fait une bonne saison, marquant à 3 reprises. À l'issue de cette saison il est à nouveau prêté, cette fois-ci au club du SC Covilhã, en deuxième division. Lors de cette saison il s’impose et fait preuve d’un grand réalisme et d'une excellente vision du jeu. Son sérieux et son abnégation permettent à Covilhã de se maintenir en D2.
De retour à l’Académica, en juin 2011, il ne devient pas titulaire indiscutable à son poste mais une nouvelle fois s’impose petit à petit. Il entre en cours de jeu lors de la finale de la Coupe du Portugal, gagnant ainsi son premier titre.
Au début de la saison 2012-13, il est nommé capitaine de l’équipe.
Le 10 décembre 2012, il est désigné, pa la SJPF (Syndicat des joueurs professionnels portugais) comme le meilleur espoir, de première division pour les mois d'octobre/novembre, obtenant 49,3 % des suffrages.
Malgré la sollicitation de grands clubs européens, il renoue avec l'Académica, jusqu'en juin 2014.
En juin 2013, il s'engage trois ans plus une en option au Málaga CF.

## Statistiques
| Championnats | Championnats         | Championnats | Championnats | Championnats | Coupes nationales | Coupes nationales | Coupes continentales | Coupes continentales | Sélection Portugal | Sélection Portugal | Total  | Total |
| Saison       | Club                 | Pays         | Matchs       | Buts         | Matchs            | Buts              | Matchs               | Buts                 | Matchs             | Buts               | Matchs | Buts  |
| ------------ | -------------------- | ------------ | ------------ | ------------ | ----------------- | ----------------- | -------------------- | -------------------- | ------------------ | ------------------ | ------ | ----- |
| 2009-10      | Tourizense           | III Divisão  | 19           | 3            | 0                 | 0                 | 0                    | 0                    | 0                  | 0                  | 19     | 3     |
| 2010-11      | SC Covilhã           | II Divisão   | 22           | 0            | 0                 | 0                 | 0                    | 0                    | 0                  | 0                  | 22     | 0     |
| 2011-12      | Académica de Coimbra | I Divisão    | 16           | 0            | 4                 | 0                 | 0                    | 0                    | 0                  | 0                  | 20     | 0     |
| 2012-13      | Académica de Coimbra | I Divisão    | 24           | 1            | 8                 | 0                 | 6                    | 0                    | 0                  | 0                  | 38     | 1     |
| 2013-14      | Málaga CF            | Liga BBVA    | 16           | 0            | 0                 | 0                 | 0                    | 0                    | 0                  | 0                  | 16     | 0     |
| 2014-15      | Málaga CF            | Liga BBVA    | 0            | 0            | 0                 | 0                 | 0                    | 0                    | 0                  | 0                  | 0      | 0     |
| 2015-16      | Málaga CF            | Liga BBVA    | 0            | 0            | 0                 | 0                 | 0                    | 0                    | 0                  | 0                  | 0      | 0     |
| Total        | Total                | Total        | 83           | 4            | 8                 | 0                 | 6                    | 0                    | 0                  | 0                  | 117    | 4     |

### Coupes continentales
| Date              | Club                 | Compétition  | Adversaire        | Résultat | Tps de jeu | Buts |
| ----------------- | -------------------- | ------------ | ----------------- | -------- | ---------- | ---- |
| 20 septembre 2012 | Académica de Coimbra | Ligue Europa | FC Viktoria Plzeň | 3-1      | 90         | 0    |
| 4 octobre 2012    | Académica de Coimbra | Ligue Europa | Hapoël Tel-Aviv   | 1-1      | 90         | 0    |
| 25 octobre 2012   | Académica de Coimbra | Ligue Europa | Atlético Madrid   | 2-1      | 90         | 0    |
| 8 novembre 2012   | Académica de Coimbra | Ligue Europa | Atlético Madrid   | 2-0      | 90         | 0    |
| 22 novembre 2012  | Académica de Coimbra | Ligue Europa | FC Viktoria Plzeň | 1-1      | 90         | 0    |
| 6 décembre 2012   | Académica de Coimbra | Ligue Europa | Hapoël Tel-Aviv   | 2-0      | 90         | 0    |

(en gras, le club vainqueur)

## Palmarès
- Vainqueur de la Coupe du Portugal en 2012 avec l'Académica de Coimbra